# Jiggles
El Jiggles, a veces llamado Jiggles Strip Club, era un club de estriptis ubicado en Tualatin (Oregón), en los Estados Unidos. En marzo de 2014, el club recibió atención mediática cuando Jake Stoneking, un joven de 19 años diagnosticado con meduloblastoma, incluyó una visita al club en su lista de actividades a completar antes de su muerte. El club cerró y el edificio que lo albergaba fue demolido ese mismo año.

## Descripción e historia
Jiggles estaba situado cerca de la salida 289 de la Interestatal 5 en Tualatin. El club estaba ubicado en una propiedad de Dean y Rona McBale, que también eran dueños de la casa histórica adyacente conocida como la casa Nyberg; ambos edificios estaban dentro del distrito de renovación urbana de la ciudad. A diferencia de la mayoría de los clubes de estriptis en los Estados Unidos, Jiggles no servía alcohol después de perder su licencia de licor, y por lo tanto era accesible a personas mayores de 18 años. Según Oregon Business, el club comercializaba a personas de 18 a 21 años. Vendía café, bebidas energéticas y zumos, y su eslogan era "Los mejores Wiggles están en Jiggles".
En marzo de 2014, Jiggles apareció en los medios cuando Jake Stoneking, un joven de 19 años diagnosticado con meduloblastoma, incluyó una visita al club en su "bucket list", o lista de actividades que alguien quiere hacer antes de morir. WCSX y WKFS, con sede en Detroit y Cincinnati, respectivamente, dijeron: "[Jiggles] solo tiene dos estrellas en Yelp. 
No se sabe si Jake disfrutó de su experiencia, pero es increíble que tenga sentido del humor, incluso en una situación trágica". Tras la visita de Stoneking, el director general de Jiggles declaró a Daily News: "Me siento más que halagado y espero que se lo haya pasado genial". El director prometió una "experiencia especial" si Stoneking volvía a visitarlo.
Jiggles fue derribado en 2014, en una campaña dirigida por el alcalde Lou Ogden, para dar paso a una tienda Cabela's como parte del complejo comercial Nyberg Rivers. El portavoz del complejo dijo que deseaba que Jiggles hubiera cerrado antes, pero "no cooperaron". Las puertas delanteras de cristal del club de striptease, con "arte" incluido, y la silla del portero fueron aseguradas y donadas a la Sociedad Histórica de Tualatin (THS) para su venta. THS bromeó, "Las ideas para su próxima vida han sido muchos, pero no en la lista es la exhibición permanente en el centro del patrimonio".

## Recepción
Jiggles existió "para disgusto de algunos funcionarios de la ciudad". THS calificó el club de "infame" y su señalización de "adefesio para la imagen familiar de Tualatin". Ogden considera que la sustitución de Jiggles por Cabela's fue un éxito durante su mandato, como menciona en su entrada "Guía del votante" para las elecciones a la alcaldía.